# Элементарный электрический заряд
Элемента́рный электри́ческий заря́д — фундаментальная физическая постоянная, минимальная порция (квант) электрического заряда, наблюдающегося в природе у свободных долгоживущих частиц. Согласно изменениям определений основных единиц СИ, равен точно 1,602 176 634⋅10−19 Кл в Международной системе единиц (СИ). Тесно связан с постоянной тонкой структуры, описывающей электромагнитное взаимодействие.

## Квантование электрического заряда
Любой наблюдаемый в эксперименте электрический заряд всегда кратен одному элементарному — такое предположение было высказано Б. Франклином в 1752 году и в дальнейшем неоднократно проверялось экспериментально. Впервые элементарный заряд был экспериментально измерен Милликеном в 1910 году.
Тот факт, что электрический заряд встречается в природе лишь в виде целого числа элементарных зарядов, можно назвать квантованием электрического заряда. При этом в классической электродинамике вопрос о причинах квантования заряда не обсуждается, поскольку заряд является внешним параметром, а не динамической переменной. Удовлетворительного объяснения, почему заряд обязан квантоваться, пока не найдено, однако уже получен ряд интересных наблюдений.
- Если в природе существует магнитный монополь, то, согласно квантовой механике, его магнитный заряд обязан находиться в определённом соотношении с электрическим зарядом любой выбранной элементарной частицы. Отсюда автоматически следует, что существование всего одного магнитного монополя влечёт за собой квантование всех электрических зарядов во Вселенной. Однако обнаружить в природе магнитный монополь не удалось.
- В современной физике элементарных частиц разрабатываются модели наподобие преонной, в которых все известные фундаментальные частицы оказывались бы простыми комбинациями новых, ещё более фундаментальных частиц. В этом случае квантование заряда наблюдаемых частиц не представляется удивительным, поскольку оно возникает «по построению».
- Не исключено также, что все параметры наблюдающихся частиц будут описаны в рамках единой теории поля, подходы к которой разрабатываются в настоящее время. В таких теориях величина электрического заряда частиц должна вычисляться из крайне небольшого числа фундаментальных параметров, возможно, связанных со структурой пространства-времени на сверхмалых расстояниях. Если такая теория будет построена, тогда то, что мы наблюдаем как элементарный электрический заряд, окажется некоторым дискретным инвариантом пространства-времени (скажем, топологическим). Такой подход развивается, например, в модели С. Бильсона-Томпсона[4], в которой фермионы Стандартной модели интерпретируются, как три ленты пространства-времени, заплетённые в косу (брэд), а электрический заряд (точнее, треть от него) соответствует перекрученной на 180° ленте. Однако несмотря на изящество таких моделей, конкретных общепринятых результатов в этом направлении пока не получено.

## Дробный электрический заряд
С открытием кварков стало понятно, что элементарные частицы могут обладать дробным электрическим зарядом, например, ±⅓ и ±⅔ элементарного. Однако подобные частицы существуют только в связанных состояниях (конфайнмент), таким образом, почти все известные свободные частицы (и все стабильные и долгоживущие) имеют электрический заряд, кратный элементарному, хотя рассеяние на частицах с дробным зарядом наблюдалось.
Исключением является t-кварк, его время жизни (~5·10⁻²⁵ с) настолько мало́, что он распадается раньше, чем успевает подвергнуться адронизации, и поэтому встречается только в свободном виде. Заряд t-кварка по прямым измерениям равен +⅔𝑒.
Неоднократные поиски долгоживущих свободных объектов с дробным электрическим зарядом, проводимые различными методиками в течение длительного времени, не дали результата.
Стоит, однако, отметить, что электрический заряд квазичастиц также может быть не кратен целому. В частности, именно квазичастицы с дробным электрическим зарядом отвечают за дробный квантовый эффект Холла.

## Экспериментальное определение элементарного электрического заряда

### Число Авогадро и постоянная Фарадея
Если известны число Авогадро 𝑁A и постоянная Фарадея 𝐹, величину элементарного электрического заряда можно вычислить, используя формулу
{\displaystyle e={\frac {F}{N_{\mathrm {A} }}}}
(другими словами, заряд одного моля электронов, делённый на число электронов в моле, равен заряду одного электрона.)
По сравнению с другими, более точными методами, этот метод не даёт высокой точности, но всё-таки точность его достаточно высока.
Ниже приводятся подробности этого метода.
Значение постоянной Авогадро 𝑁A было впервые приблизительно измерено Иоганном Йозефом Лошмидтом, который в 1865 году определил на газокинетической основе размер молекул воздуха, что эквивалентно расчёту числа частиц в заданном объёме газа. Сегодня значение 𝑁A может быть определено с очень высокой точностью с использованием очень чистых кристаллов (как правило — кристаллов кремния) путём измерения расстояния между атомами с использованием дифракции рентгеновских лучей; или другим способом, с точным измерением плотности кристалла. Отсюда можно найти массу (𝑚) одного атома, а так как молярная масса (𝑀) известна, число атомов в моле может быть рассчитано так: 𝑁A = 𝑀/𝑚.
Величина 𝐹 может быть измерена непосредственно с помощью законов электролиза Фарадея. Законы электролиза Фарадея определяют количественные соотношения, основанные на электрохимических исследованиях, опубликованных Майклом Фарадеем в 1834 году. В эксперименте электролиза существует взаимно-однозначное соответствие между количеством электронов проходящих между анодом и катодом, и количеством ионов, осевших на пластине электрода. Измеряя изменения массы анода и катода, а также общий заряд, проходящий через электролит (который может быть измерен как интеграл по времени от электрического тока), а также учитывая молярную массу ионов, можно вывести 𝐹.
Ограничения на точность метода заключается в измерении 𝐹. Лучшие экспериментальное значения имеют относительную погрешность 1,6 промилле, что примерно в тридцать раз больше, чем в других современных методах измерения и расчёта элементарного заряда.

### Опыт Милликена
Известный опыт по измерению заряда электрона e. Маленькая капля масла в электрическом поле будет двигаться с такой скоростью, что будут скомпенсированы сила тяжести, сила Стокса (производная от вязкости воздуха) и электрическая сила. Сила тяжести и Стокса могут быть рассчитаны исходя из размера и скорости падения капли в отсутствие электрического поля, откуда может быть определена и электрическая сила, действующая на каплю. Поскольку электрическая сила, в свою очередь, пропорциональна произведению электрического заряда и известной, заданной в эксперименте, напряжённости электрического поля, электрический заряд капли масла может быть точно вычислен. В этих опытах измеренные заряды различных капель масла оказались всегда целыми кратными одной небольшой величины, а именно e.

### Дробовой шум
Любой электрический ток сопровождается электронным шумом от различных источников, одним из которых является дробовой шум. Существование дробового шума связано с тем, что ток является не непрерывным, а состоит из дискретных электронов, которые поочерёдно поступают на электрод. Путём тщательного анализа шума тока может быть вычислен заряд электрона. Этот метод, впервые предложенный Вальтером Шоттки, может давать значение е с точностью до нескольких процентов. Тем не менее, он был использован в первом прямом наблюдении Лафлином квазичастиц, причастных к дробному квантовому эффекту Холла.

### Эффект Джозефсона и константа фон Клитцинга
Другим точным методом измерения элементарного заряда является вычисление его из наблюдения двух эффектов квантовой механики: эффекта Джозефсона, при котором возникают колебания напряжения в определённой сверхпроводящей структуре и квантового эффекта Холла, эффекта квантования холловского сопротивления или проводимости двумерного электронного газа в сильных магнитных полях и при низких температурах. Постоянная Джозефсона
{\displaystyle K_{\mathrm {J} }={\frac {2e}{h}},}
где h — постоянная Планка, может быть измерена непосредственно с помощью эффекта Джозефсона.
Постоянная фон Клитцинга
{\displaystyle R_{\mathrm {K} }={\frac {h}{e^{2}}}}
может быть измерена непосредственно с помощью квантового эффекта Холла.
Из этих двух констант может быть вычислена величина элементарного заряда:
{\displaystyle e={\frac {2}{R_{\mathrm {K} }K_{\mathrm {J} }}}.}